# 英知と希望の詩
『英知と希望の詩』（原題：Words of Wisdom and Hope）は、イギリスのオルタナティヴ・ロック・バンド、ティーンエイジ・ファンクラブが、ハーフ・ジャパニーズのメンバーとして知られるジャド・フェアーと連名で2002年に発表したスタジオ・アルバム。

## 背景
ボーカルはジャド・フェアーとゲストのカトリーナ・ミッチェル（ザ・パステルズ）が担当しており、ティーンエイジ・ファンクラブのメンバーは楽器の演奏に徹している。 ジャケットのイラストはフェアーが描いた。
本作は日本のエピックレコードジャパンから先行発売された。日本盤ボーナス・トラックのうち「いつも心に」は、イギリスではアナログ盤シングル「Near to You」のB面曲として発表され、アメリカではシングルA面曲となった。
アメリカ盤はジェロ・ビアフラの主宰するインディーズ・レーベル、オルタナティヴ・テンタクルズから発売された。なお、メンバーはサンフランシスコでビアフラと対面を果たしており、ノーマン・ブレイクは後に『アンカット』誌のインタビューで「僕は若い頃からデッド・ケネディーズに入れ込んでいたから、本当に素晴らしい体験で、彼（ビアフラ）は聡明な男だったよ。グラスゴーのポップ・バンドがオルタナティヴ・テンタクルズに行き着くなんて、素晴らしいことだと思ったね」と語っている。

## 評価
ブライアン・オニールはオールミュージックにおいて5点満点中3.5点を付け「ティーンエイジ・ファンクラブは恐らく、ジャド・フェアーに関わってきたミュージシャンの中でも特に純粋なポップ・アクトで、彼（フェアー）の名を冠したアルバムの中でも、恐らく最も率直である。しかし、あまりにも洗練されているわけではないことには留意してほしい。このグラスゴー出身のバンドは、メロディックな技法を取りながらも、ガレージロック的な自然さも伴っている」と評している。また、ジェイソン・フォックスは『NME』誌のレビューにおいて10点中6点を付け「ティーンエイジ・ファンクラブによる、親しみやすい騒音を伴った相変わらず楽しい背景に乗って、ジャドが感傷的に人生を反芻する様は、プロザックを服用したルー・リードを思わせ、根源的な魅力を幾分もたらしている」と評している。

## 収録曲
全曲とも作詞はジャド・フェアー、作曲はティーンエイジ・ファンクラブによる。
1. 奇跡の君 - "Behold the Miracle" - 3:46
2. アイ・フィール・ファイン - "I Feel Fine" - 3:28
3. 君のそばに - "Near to You" - 4:13
4. 素敵な微笑み - "Smile" - 4:48
5. ラブ・ソング - "Crush on You" - 7:07
6. キューピッド - "Cupid"[10] - 6:36
7. 優しさの力 - "Power of Your Tenderness" - 3:57
8. 吸血鬼の爪 - "Vampire's Claw" - 3:45
9. シークレット・ハート - "Secret Heart" - 2:37
10. 愛あるロック - "You Rock" - 5:36
11. 愛の征服 - "Love's Taken Over" - 4:01
12. 素晴らしきこと - "The Good Thing" - 3:27

### 日本盤ボーナス・トラック
1. ロック・ミー・トゥナイト - "Rock Me Tonight" - 2:31
2. いつも心に - "Always in My Heart" - 2:45

## 参加ミュージシャン
- ジャド・フェアー - ボーカル
- ノーマン・ブレイク - ギター、ベース、キーボード
- レイモンド・マッギンリー - ギター、マンドラ
- ジェラード・ラヴ - ギター、ベース、ドラムス
- ポール・クイン - ドラムス、ギター
- フィンレイ・マクドナルド - キーボード、ベース
- カトリーナ・ミッチェル - ボーカル、ドラムス